# Freiheit Bensberg

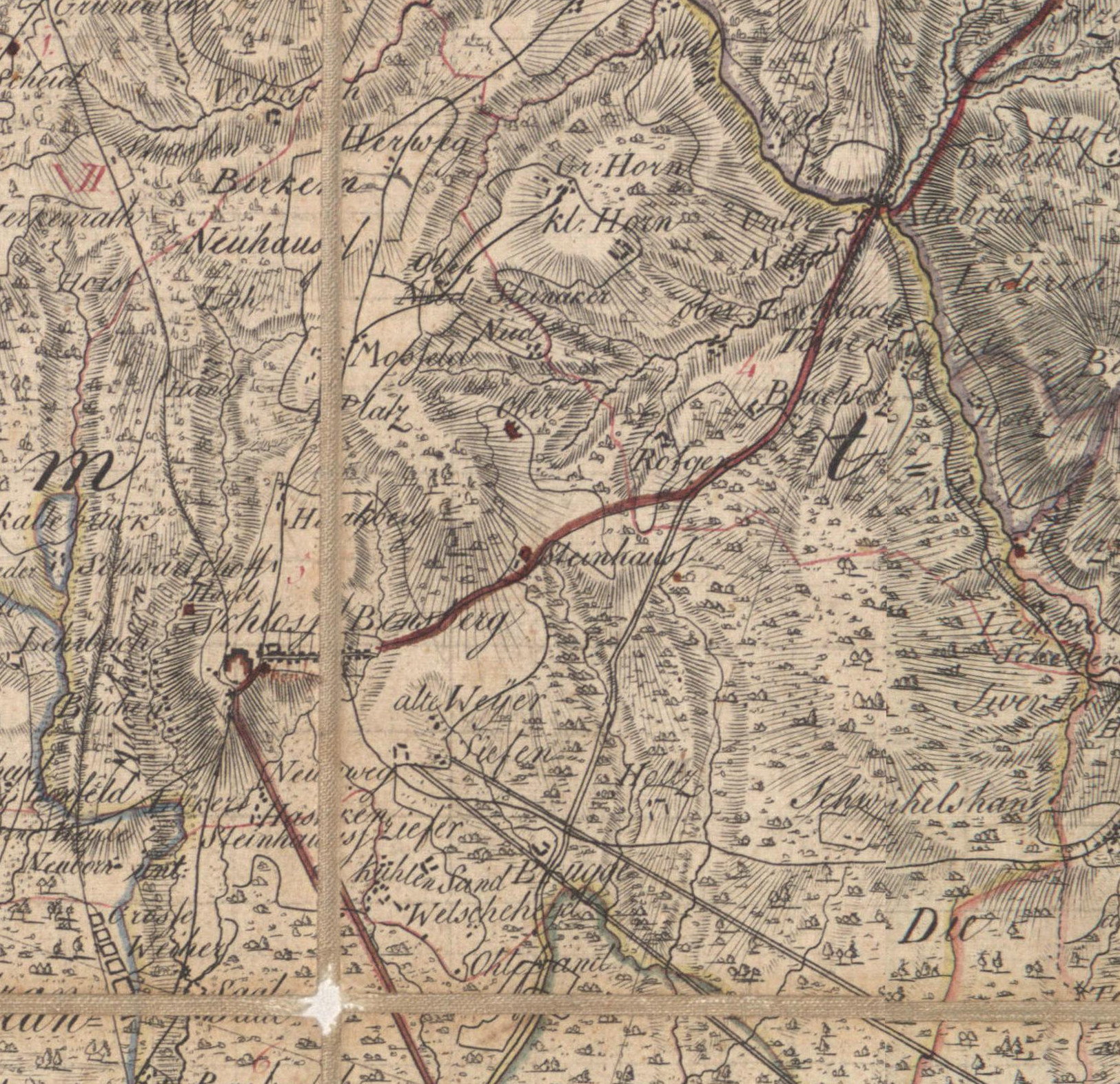
Kartenausschnitt der Wiebekingschen Karte von 1789 mit der Freiheit Bensberg. Oben ist Osten.

Die Freiheit Bensberg war vom Mittelalter in das 19. Jahrhundert hinein eine Freiheit im Kirchspiel Bensberg im Amt Porz im Herzogtum Berg.
Die Freiheit ist aus der Ansiedlung der Dienstleute des alten Schlosses Bensberg hervorgegangen. Dieser Ansammlung verlieh Herzog Wilhelm das freie Burgrecht. 1413 wurde die Freiheit erstmals urkundlich erwähnt. Aus der  Charte des Herzogthums Berg 1789 von Carl Friedrich von Wiebeking geht hervor, dass das Kirchdorf Bensberg Titularort der Freiheit und des Kirchspiels war. Die Freiheit war dem Botenamt Herkenrath und dem Obergericht Bensberg zugeordnet. In der Wiebekingschen Karte von 1789 sind die Grenzen der Freiheit Bensberg dargestellt; sie entspricht in etwa der heutigen Gemarkung Bensberg-Freiheit.
Zur Freiheit gehörten seinerzeit neben dem Titularort die Wohnplätze Buchen, Hackberg, Hardt, Häschen, Heidplätzchen,  Hungenberg, Jüch, Kaule, Lückerath, Olefant, Milchborn, Neuenweg, Panfeld, Pütz, Reiser, Sand, Steinstraßergut, Falltor, Welscherheide, Weyergut und Steinenhaus.
Unter der französischen Verwaltung zwischen 1806 und 1813 wurde das Amt Porz aufgelöst und Bensberg wurde politisch der Mairie Bensberg im Kanton Bensberg im Arrondissement Mülheim am Rhein zugeordnet. 1816 wandelten die Preußen die Mairie zur Bürgermeisterei Bensberg im Kreis Mülheim am Rhein.
1975 entstand aufgrund des Köln-Gesetzes die heutige Stadt Bergisch Gladbach, zu der Bensberg eingemeindet wurde.